# Ново-Никольская волость (Усманский уезд)
Новоникольская во́лость — административно-территориальная единица Усманского уезда Тамбовской губернии с центром в селе  Ново-Никольское (Зиновьевка).

## География
Волость расположена в восточной части Усманского уезда. Волостной центр находился в 90 верстах от г. Усмани.

## История
Волость создана  в 1861 году.   Волостное управление на основании Общего положения о крестьянах 1861 года составили:
1. Волостной сход;
2. Волостной старшина с волостным правлением;
3. Волостной крестьянский суд.

Волостные правления были ликвидированы постановлением Совнаркома РСФСР от 30 декабря 1917 года «Об органах местного самоуправления». Управление волости передавалось волостным съездам советов и волисполкомам.
Постановлением ВЦИК РСФСР от 4 января 1923 г. передана в состав Тамбовского уезда Тамбовской  губернии.

## Населённые  пункты
По состоянию на 1914 год состояла из следующих населенных пунктов:
| №  | Название населённого пункта | Тип населенного пункта | Население |
| -- | --------------------------- | ---------------------- | --------- |
| 1. | Ново-Никольское             | село, центр волости    | 1415      |
| 2. | Ново-Архангельское          | село                   | 1654      |
| 3. | Ряжское                     | деревня                | 169       |
| 4  | Волченка                    | деревня                | 359       |
| 5  | Масловка                    | деревня                | 356       |
| 6  | Есауловка                   | деревня                | 125       |
| 7  | Казьминка                   | деревня                | 950       |
| 8  | Орловка                     | деревня                | 112       |
| 9  | Панина                      | деревня                | 602       |
| 10 | Малая Добринка              | деревня                | 849       |
| 11 | Александровское             | село                   | 1684      |
| 12 | Большая Добринка            | село                   | 1964      |
| 13 | Семеновка                   | деревня                | 152       |
| 14 | Дмитрополье                 | деревня                | 860       |

## Приходы
Приход  Казанской церкви в с. Александровское.  Открыт в 1823  году.  Каменная, теплая, построена  на средства помещицы Александры Охотниковой  в 1823  году.  Приделов три: во имя иконы Казанской Божий Матери и придельные —  во имя благоверного князя Александра Невского и во имя святого Николая Чудотворца.
Приход  Никольской церкви в с. Большая Добринка.  Открыт в 1857 году. Деревянная, холодная,  построена на  средства прихожан в 1858 году. Престол  в честь  святителя Николая.
Приход  Никольской церкви в с. Ново-Никольское.  Открыт в 1808 году. Каменная, теплая, построена  на средства дворянина Зиновьева и прихожан  в 1809  году. Престол    в честь  святителя Николая.
Приход Архангельской церкви в с. Ново-Архангельское. Открыт в 1818 году. Деревянная, теплая,  построена на  средства помещика  Полетаева в 1810 году и  перестроена на средства прихожан в 1879 году.  Престол в честь святого Михаила Архангела. Приход  относился к  3-му Борисоглебскому Бурнакскому церковному округу.

## Население
1890—2187 человек.
Основная масса населения — крестьяне бывшие крепостные.